# Pontremoli
Pontremoli település Olaszországban, Massa-Carrara megyében. Lakosainak száma 6891 fő (2023. január 1.). Pontremoli Berceto, Borgo Val di Taro, Corniglio, Filattiera, Mulazzo, Zeri, Albareto és Villafranca in Lunigiana községekkel határos.

## Népesség
A település népességének változása:
| Lakosok száma | 7284 | 7193 | 6891 |
|               | 2017 | 2018 | 2023 |